# میخاو زنیچ
میخاو زنیچ (لهستانی: Michał Znicz؛ ۱۸۸۴ – ۲۴ دسامبر ۱۹۴۳) بازیگر اهل لهستان بود. وی بین سال‌های ۱۹۳۴ تا ۱۹۴۰ میلادی فعالیت می‌کرد. 
از فیلم‌ها یا مجموعه‌های تلویزیونی که وی در آن‌ها نقش داشته‌است، می‌توان به جنگل جوان، یک همسر سیاستمدار، شوهرم امشب چه می‌کند؟، پان تفاردوفسکی، خواننده ورشویی و روبرت و برترام اشاره نمود.